# Hela Felenbaum-Weiss
Hela Felenbaum-Weiss (ur. 2 stycznia 1924 w Lublinie, zm. w grudniu 1988 roku w Gederze w Izraelu) – więźniarka obozu zagłady w Sobiborze, jedna z nielicznych, którym udało się przeżyć. Z dwójką koleżanek uciekła z obozu.

## Rodzina
Wychowała się i urodziła w Lublinie, w rodzinie żydowskiej, składającej się z pięciu osób:
- Mojsze Felenbaum (ojciec) – ur. w 1882 roku w Lublinie, zginął w listopadzie 1942 roku w komorze gazowej obozu zagłady w Sobiborze, ofiara Holokaustu[2].
- Henryka (napis na nagrobku „Henia”) Felenbaum (matka) – z domu Flantzman, ur. w 1894 roku w Lublinie, zginęła wraz z mężem w listopadzie 1942 roku w komorze gazowej obozu zagłady w Sobiborze, ofiara Holokaustu[2].
- Szymon (Shimek) Felenbaum – ur. w 1921 roku w Lublinie, próbował uciec z transportu więźniów do Sobiboru. Zginął zastrzelony przez esesmanów. Ofiara Holokaustu[2].
- Hela Felenbaum – ur. 2 stycznia 1924 w Lublinie, jako jedyna z rodziny przeżyła Holokaust i uciekła z Sobiboru.
- Henryk (napis na nagrobku „Heniek”) Felenbaum – ur. 1928 roku w Lublinie, w grudniu 1942 roku zginął w roku w komorze gazowej obozu zagłady w Sobiborze, ofiara Holokaustu[2].

Rodzina Heli miała dom w Lublinie. Przed wybuchem II wojny światowej rodzice pracowali, a dzieci kształciły się w lubelskich szkołach.

## II wojna światowa
II wojna światowa wybuchła, gdy Hela miała 15 lat. Początkowo chodziła do szkoły, jednak wkrótce jej rodzina (podobnie jak inni mieszkańcy Lublina pochodzenia żydowskiego) padła ofiarą prześladowań. Rodzice nie mogli kontynuować pracy, w domu pojawiła się bieda. W 1940 roku rodzina została przesiedlona do Rejowca, skąd skierowano ich pieszo (około 15 kilometrów) do miasta Siedliszcze.
W obozie pracy w Siedliszczu Hela zachorowała na tyfus. Cała rodzina pracowała fizycznie przy kopaniu rowów i budowie systemu odwadniającego teren. W 1942 roku rodzice (Mojsze i Henryka) nie przeszli selekcji i z powodu chorób zostali uznani za niezdolnych do pracy. W listopadzie 1942 roku oboje trafili do obozu zagłady w Sobiborze i zginęli w komorze gazowej.
Hela z braćmi została skierowana do obozu w Stawie, gdzie pracowali w młynie. Tu poznała Zeldę Metz i Esterę Terner (z domu Raab), z którymi później uciekła z obozu zagłady w Sobiborze. Po likwidacji obozu w Stawie w grudniu 1942 roku Hela z braćmi została skierowana do Włodawy, a następnie do Sobiboru. Wszyscy wiedzieli, że najprawdopodobniej zginą, dlatego starszy brat Szymon podjął próbę ucieczki, podczas której został zastrzelony przez esesmanów.

## Pobyt w Sobiborze i ucieczka z obozu
Hela Felenbaum-Weiss trafiła do obozu zagłady w Sobiborze 20 grudnia 1942 roku. Została przywieziona zaprzęgiem konnym. Przypadkiem udało jej się uniknąć śmierci w komorze gazowej. Wspominała to wydarzenie następująco: 
„Jak we śnie usłyszałam głos jednego z Niemców. Pytał: „czy ktoś umie dziergać na drutach?”. Wyszłam z szeregu. […] następnie zabrali mnie do baraku, gdzie spotkałam dwie znajome dziewczyny: Zeldę Metz i Esterę Terner. Kiedy byłam dzieckiem mama nauczyła mnie robić na drutach skarpetki. Moim zadaniem było dziergać je dla Niemców i prasować koszule dla mężczyzn z SS”.
Następnie skierowano ją do pracy w pralni oraz w ogrodzie dla esesmanów. Z tego miejsca obserwowała pociągi, przywożące więźniów do Sobiboru. Pobyt w obozie opisała w słowach: 
„Nie ma nic bardziej przerażającego, niż poczucie bezradności wobec okropnych zbrodni, które mają miejsce na twoich oczach, ale ty nie możesz nic zrobić. Co my, dziewczęta, mogłyśmy zrobić, widząc ludzi prowadzonych na śmierć? Nic”.
 14 października 1943 roku, podczas powstania w obozie, podjęła próbę ucieczki z dwiema koleżankami. Były to Zelda Metz-Kelbermann (z domu Metz) i Estera Terner (z domu Raab). Ucieczka zakończyła się powodzeniem. Udało im się schronić w lesie, w chacie leśniczego, gdzie znalazły zapas ziemniaków w workach.
Źródła dotyczące ocalałych nie są spójne. Obóz zagłady w Sobiborze przeżyło najprawdopodobniej 58 osób (wedle innych szacunków 62 osoby), w tym najprawdopodobniej tylko osiem kobiet, do których należała Hela i dwie towarzyszące jej w ucieczce koleżanki.

## Dalsze losy wojenne
Podczas ukrywania się w okolicznych lasach spotkała sowieckich jeńców wojennych, którzy uciekli z obozu pracy. Następnie dołączyła do żołnierzy Armii Czerwonej. Otrzymała łącznie sześć medali i odznaczeń, w tym Medal za Odwagę i Order Czerwonej Gwiazdy.

Motywacją do podjęcia walk były dla niej notatki znalezione w kieszeniach ofiar, rozstrzelanych w Sobiborze, o czym opowiadała w słowach:
„Pewnego dnia do Sobiboru przybył transport z obozu zagłady w Bełżcu. [...] chwilę później usłyszeliśmy liczne salwy […]. Później zrozumieliśmy prawdę: w kieszeniach ubrań na zwłokach znaleźliśmy notatki w języku jidysz. Pisali: „Powiedzieli nam, że jedziemy do obozu pracy, ale to było kłamstwo. Pomścijcie naszą śmierć!” Później, kiedy dołączyłam do partyzantów i przeszłam przez Polskę, Niemcy i Czechosłowację, często myślałam o tych notatkach. Stały się dla mnie źródłem inspiracji i zachęty”.

## Życie po wojnie i świadectwa
Wyszła za mąż za Czecha, żołnierza walczącego w szeregach korpusu generała Svobody. Ślub odbył się w Czechosłowacji. Następnie wraz z mężem wyemigrowała do Izraela, gdzie urodziła trójkę dzieci. W Izraelu mieszkała do końca życia, zmarła w Gederze w grudniu 1988 roku.
Hela Felenbaum-Weiss zeznawała jako świadek w procesie Karla Frenzela. Była również świadkiem zbrodni dokonanych przez Gustava Wagnera, między innymi zabicia chorego mężczyzny, który nie był w stanie uczestniczyć w apelu. Gustava Wagnera opisywała jako „niebezpiecznego sadystę”.
Jej świadectwo zostało opublikowane w książce autorstwa Miriam Novitch, wydanej pod tytułem Sobibor – Camp of Death and Revolt w 1979 roku w Tel Awiwie.
Historię Heli opisał również Richard Rashke w książce pod tytułem Escape from Sobibor oraz Chris Webb w publikacji Sobibor Death Camp: History, Biographies, Remembrance.